# Herman Willem Daendels

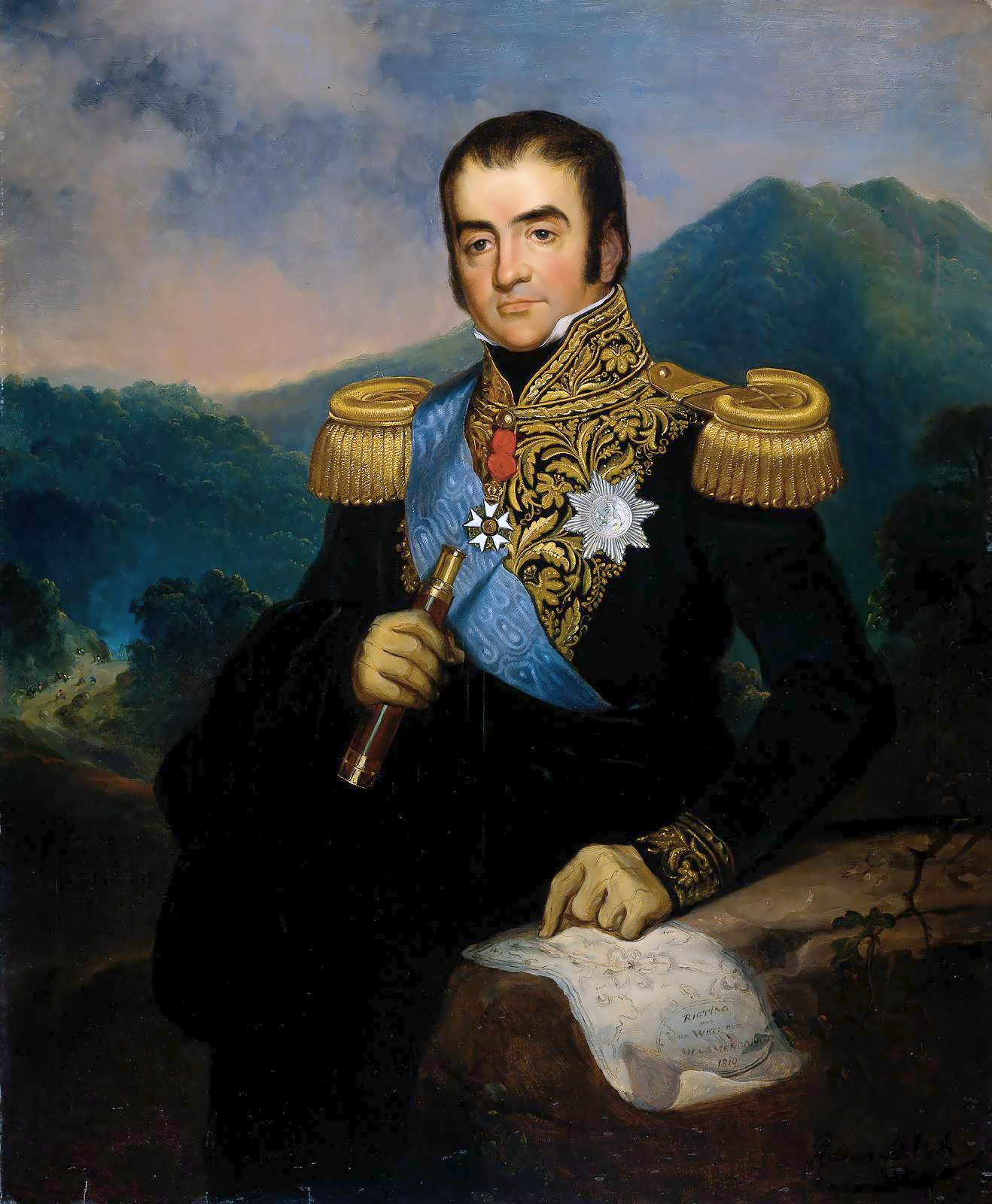
Herman Willem Daendels.

Herman Willem Daendels, född 21 oktober 1762, död 2 maj 1818, var en holländsk militär.
Daendels var ursprungligen advokat, men måste för delaktighet i 1787 års händelser gå i landsflykt. Under franska revolutionen gick han i fransk tjänst, blev generalmajor och generallöjtnant och gick som sådan efter Nederländernas erövring av fransmännen, till vilken han bidragit, i Bataviska republikens tjänst. Som överbefälhavare vid britternas landstigning 1799 hade Daendels föga framgång, men bidrog senare under Guillaume Brunes ledning verksamt till fiendens fördrivande. År 1802 tog han avsked, men återinträdde 1806 i tjänst och blev 1807 marskalk av Holland och samma år generalguvernör i Indien, där han visade sig som en duglig men brutal styresman. År 1811 återkallades han och tog del i återtåget från Ryssland och i slaget vid Berezina och försvaret av Modlin. År 1814 lät han hylla Vilhelm I av Nederländerna och sändes av denne till de nederländska besittningarna på Guineabukten, där han avskaffade slavhandeln och lät anlägga stora plantager, men avled efter några år.